# Pulitzer-Preis 2019
Der Pulitzer-Preis 2019 war die 103. Verleihung des renommierten US-amerikanischen Literaturpreises. Die Bekanntgabe der Preisträger fand am 15. April 2019 statt. Es wurden Preise in 21 Kategorien im Bereich Journalismus und dem Bereich Literatur, Theater und Musik sowie zwei Besondere Erwähnung vergeben.
Die Jury bestand aus 18 Personen unter dem Vorsitz von Robert Blau (Executive Editor bei Bloomberg News) und Steven Hahn (Geschichtsprofessor an der New York University).

## Preisträger
| Kategorie                                                  | Preisträger                                                                       | Begründung |
| ---------------------------------------------------------- | --------------------------------------------------------------------------------- | --- |
| Dienst an der Öffentlichkeit (Public Service)              | South Florida Sun Sentinel                                                        | Preis verliehen für das Aufdecken von Fehlern der Schulaufsicht und der Strafverfolgungsbehörde vor und nach dem Amoklauf an der Marjory Stoneman Douglas High School.                   |
| Aktuelle Berichterstattung (Breaking News Reporting)       | Mitarbeiter des Pittsburgh Post-Gazette                                           | Preis verliehen für die Berichterstattung über das Attentat auf die Tree-of-Life-Synagoge.                                                                                               |
| Investigativer Journalismus (Investigative Reporting)      | Matt Hamilton, Harriet Ryan und Paul Pringle, Los Angeles Times                   | Preis verliehen für die Berichterstattung über einen Gynäkologen der University of Southern California, dem vorgeworfen wird, seit mehr als 25 Jahren hunderte Frauen verletzt zu haben. |
| Hintergrundberichterstattung (Explanatory Reporting)       | David Barstow, Susanne Craig und Russ Buettner, The New York Times                | Für eine 18-monatige Recherche der Finanzen von Präsident Trump und der Enthüllung, dass The Trump Organization Steuern hinterzieht.                                                     |
| Lokale Berichterstattung (Local Reporting)                 | Mitarbeiter des Advocate, Baton Rouge                                             | Preis verliehen für die Berichterstattung über die Diskriminierung im Justizsystem. |
| Berichterstattung im Inland (National Reporting)           | Mitarbeiter des Wall Street Journal                                               | Preis verliehen für die Aufdeckung von Zahlungen von Donald Trump an zwei Frauen im Rahmen des Wahlkampfs zur Präsidentschaft.                                                           |
| Auslandsberichterstattung (International Reporting)        | Maggie Michael, Maad al-Zikry und Nariman El-Mofty, Associated Press              | Preis verliehen für eine einjährige Berichtsserie über die Folgen des Kriegs im Jemen.                                                                                                   |
| Auslandsberichterstattung (International Reporting)        | Mitarbeiter von Reuters mit erwähnenswerten Beiträgen von Wa Lone und Kyaw Soe Oo | Preis verliehen für die Berichterstattung über die Vertreibung der Rohingya in Myanmar, die dazu führte, dass die Journalisten inhaftiert wurden.                                        |
| Feature Writing (Feature Writing)                          | Hannah Dreier, ProPublica                                                         | Preis verliehen für die Berichte über Einwanderer aus El Salvador auf Long Island in Zusammenhang mit der Bande Mara Salvatrucha.                                                        |
| Kommentar (Commentary)                                     | Tony Messenger, St. Louis Post-Dispatch                                           | Preis verliehen für die Kolumne die die Ungerechtigkeit anprangert, dass Menschen in ländlichen Gebieten Missouris zu Geldstrafen verurteilt werden, die sie nicht bezahlen können.      |
| Kritik (Criticism)                                         | Carlos Lozada, The Washington Post                                                | Preis verliehen für die Essays und Rezensionen von Büchern die sich mit der amerikanischen Regierung beschäftigen.                                                                       |
| Leitartikel (Editorial Writing)                            | Brent Staples, The New York Times                                                 | Preis verliehen für einen Leitartikel zur Rassenungerechtigkeit in den Vereinigten Staaten.                                                                                              |
| Karikatur (Editorial Cartooning)                           | Darrin Bell                                                                       | Preis verliehen für die Cartoons, die die Lügen der Trump-Regierung aufzeigen. |
| Aktuelle Fotoberichterstattung (Breaking News Photography) | Mitarbeiter von Reuters                                                           | Preis verliehen für die Fotografien von Migranten auf ihrer Reise von Süd- und Mittelamerika in die USA.                                                                                 |
| Feature-Fotoberichterstattung (Feature Photography)        | Lorenzo Tugnoli, The Washington Post                                              | Preis verliehen für die Bilder der Hungersnot im Jemen. |

| Kategorie                                                   | Preisträger                                                                       |
| ----------------------------------------------------------- | --------------------------------------------------------------------------------- |
| Belletristik (Fiction)                                      | The Overstory von Richard Powers                                                  |
| Theater (Drama)                                             | Fairview von Jackie Sibblies Drury                                                |
| Geschichte (History)                                        | Frederick Douglass: Prophet of Freedom von David W. Blight                        |
| Biographie oder Autobiographie (Biography or Autobiography) | The New Negro: The Life of Alain Locke von Jeffrey C. Stewart                     |
| Dichtung (Poetry)                                           | Be With von Forrest Gander                                                        |
| Sachbuch (General Nonfiction)                               | Amity and Prosperity: One Family and the Fracturing of America von Eliza Griswold |
| Musik (Music)                                               | p r i s m von Ellen Reid                                                          |

Eine Besondere Erwähnung (Special Awards and Citations) erfuhren Aretha Franklin für ihren Beitrag in fünf Jahrzehnten zur amerikanischen Musik und Kultur und Capital Gazette aus Annapolis zu Ehren der Journalisten die am 28. Juni 2018 bei dem Attentat getötet wurde.